# Bruno Warendorp († 1341)

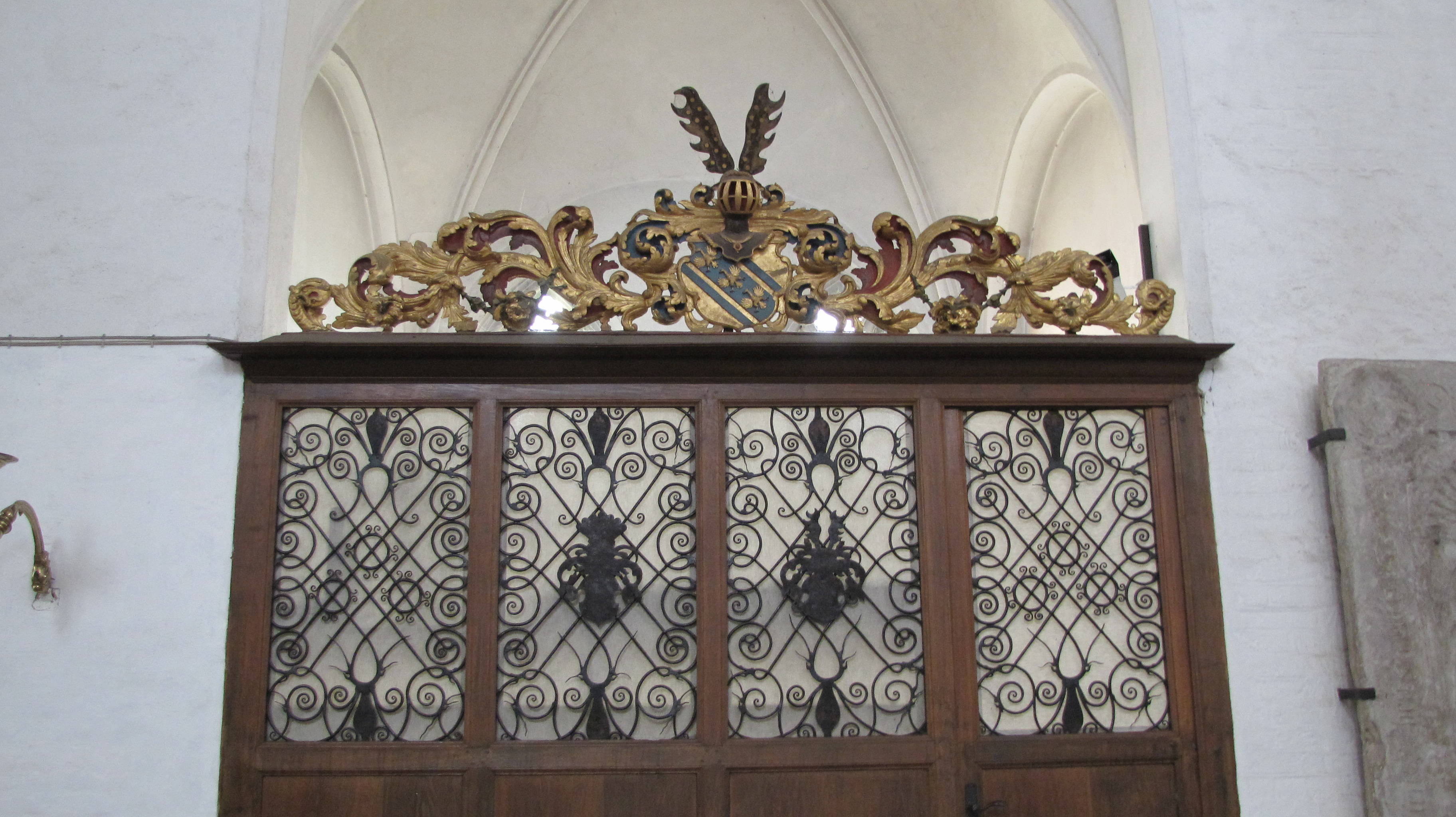
Warendorp-Kapelle im Lübecker Dom

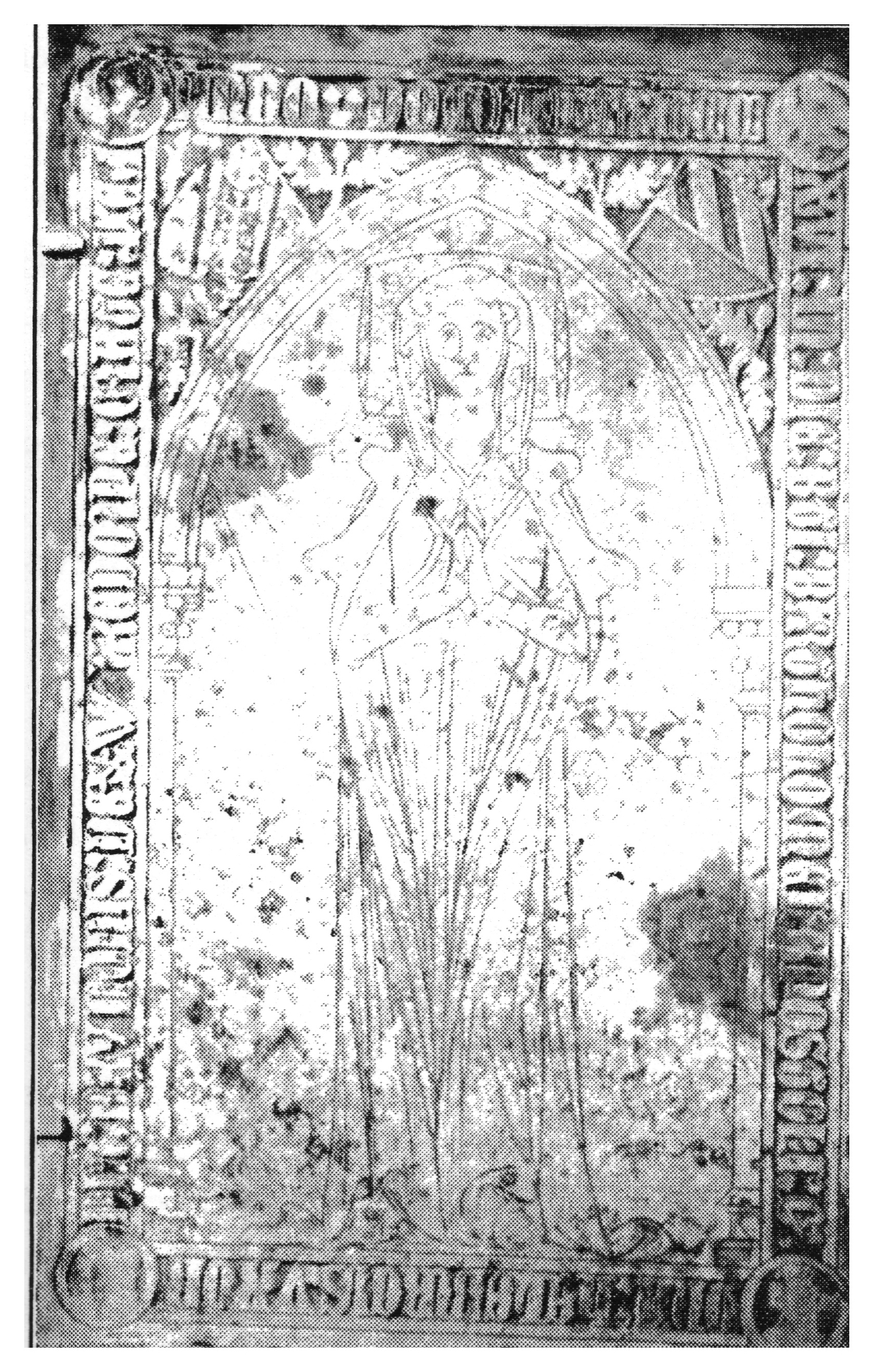
Grabplatte der Helenburg von Warendorp im Lübecker Dom

Bruno Warendorp (* wohl 1255; † 29. Juni 1341 in Lübeck) war ein Lübecker Bürgermeister des beginnenden 14. Jahrhunderts.

## Leben
Warendorp wurde 1301 zum Bürgermeister der Stadt gewählt und hielt dieses Amt 40 Jahre inne. Sein Haus befand sich in der Mengstraße 14. Er wurde 1307 als Pächter der städtischen Wiesen an der Trave genannt und war Eigentümer des Gutes Israelsdorf. Das Dorf Mallentin schenkte er 1331 seinem Sohn Gottschalk Warendorp. Dem Lübecker Dom stiftete er 1332 eine Präbende. Seine früh verstorbene Frau Hellenburgis († 1316) wurde zunächst unter einer erhaltenen steinernen Grabplatte im Lübecker Dom bestattet. Gemeinsam mit seiner Frau Hellenburgis wurde er in der von ihm errichteten Warendorp-Kapelle an der Südseite des Doms unter einer erhaltenen Figurengrabplatte mit (nicht mehr erhaltenen) Messingeinlagen begraben.
Der 1369 verstorbene Lübecker Bürgermeister Bruno von Warendorp war sein Enkel.